# Alpi Centro-orientali di Berchtesgaden
Le Alpi Centro-orientali di Berchtesgaden (in tedesco Zentralöstliche Berchtesgadner Alpen) sono un gruppo montuoso delle Alpi di Berchtesgaden. Si trovano in Austria (Salisburghese) e Germania (Baviera).
In accordo con la loro denominazione costituiscono la parte centro-orientale delle Alpi di Berchtesgaden.

## Classificazione
La SOIUSA le vede come un supergruppo alpino con la seguente classificazione:
- Grande parte = Alpi Orientali
- Grande settore = Alpi Nord-orientali
- Sezione = Alpi Settentrionali Salisburghesi
- Sottosezione = Alpi di Berchtesgaden
- Supergruppo = Alpi Centro-orientali di Berchtesgaden
- Codice = II/B-24.III-B

## Suddivisione
La SOIUSA le suddivide in due gruppi e cinque sottogruppi:
- Monti dell'Hagen (3)
  - Gruppo Teufelshörne-Kahlersberg (3.a)
  - Catena Riffkopf-Tristkopf (3.b)
  - Massiccio del Gotzen (3.c)
- Gruppo del Göll (4)
  - Göllstock (4.a)
  - Catena Ahornbüchsenkopf-Roßfeld (4.b)

I Monti dell'Hagen ne costituisce la parte meridionale mentre il Gruppo del Göll si trova a nord.

## Monti

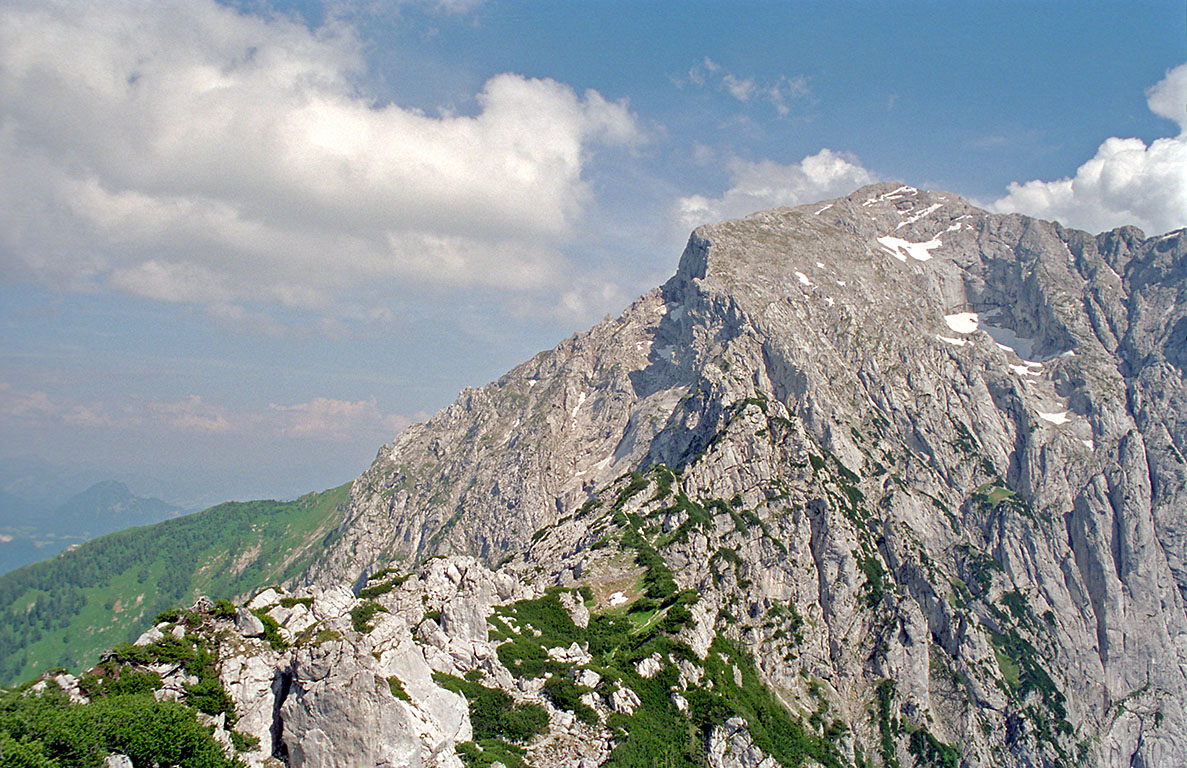
L'Hoher Göll.

I monti principali del gruppo sono:
- Hoher Göll - 2.522 m
- Großes Teufelshorn - 2.363 m
- Kahlersberg - 2.350 m
- Hohes Brett - 2.340 m
- Schneibstein - 2.276 m
- Jenner - 1.874 m
- Ahornbüchsenkopf - 1.604 m